# Scimmia (zodiaco cinese)

Scimmia

La Scimmia è uno dei dodici segni dell'astrologia cinese.
Queste persone sono spesso inventori, disegnatori, animatori e geni creativi. Hanno una naturale intelligenza che permette loro di capire cosa sta succedendo e poi prendere una decisione giusta. Anche durante la conversazione, una persona nata in questo anno è consapevole di ciò che sta accadendo intorno a sé. In generale, con le loro menti agili e talenti diversi, possono dominare qualsiasi argomento. Sono persone affidabili e ospitali, rendendo così un segreto al sicuro nelle loro mani. Sono anche oneste nei loro rapporti, sanno ascoltare attentamente ed elaborare soluzioni nello stesso tempo.
Difficilmente fanno del male a qualcuno per dispetto. La loro resistenza e determinazione per raggiungere i loro obiettivi principali possono far sì che queste persone appaiano presuntuose, senza fondamento o manipolative.